# Ougia tenuidentis
Ougia tenuidentis är en ringmaskart som beskrevs av Wolf 1986. Ougia tenuidentis ingår i släktet Ougia och familjen Dorvilleidae.
Artens utbredningsområde är Mexikanska golfen. Inga underarter finns listade i Catalogue of Life.